# Station Deuil - Montmagny
Station Deuil - Montmagny is een spoorwegstation aan de spoorlijn Épinay-Villetaneuse - Le Tréport-Mers. Het ligt in de Franse gemeente Deuil-la-Barre in het departement Val-d'Oise (Île-de-France).

## Ligging
Het station ligt op kilometerpunt 11,529 van de spoorlijn Épinay-Villetaneuse - Le Tréport-Mers.

## Diensten
Het station wordt aangedaan door verschillende treinen van Transilien lijn H:
- Tussen Paris-Nord en Persan - Beaumont (via Montsoult - Maffliers)
- Tussen Paris-Nord en Luzarches

## Vorige en volgende stations
| Richting                                      | Vorig station | Lijn    | Volgend station       | Richting   |
| --------------------------------------------- | ------------- | ------- | --------------------- | ---------- |
| Persan - Beaumont (via Montsoult - Maffliers) | Groslay       | Trans H | Épinay - Villetaneuse | Paris-Nord |
| Luzarches                                     | Groslay       | Trans H | Épinay - Villetaneuse | Paris-Nord |